# Вайсер Анатолій Вольфович
Анатолій Вольфович Вайсер (нар. 5 березня 1949, Алма-Ата) — французький шахіст казахського походження, гросмейстер від 1985 року.

## Шахова кар'єра
Перших успіхів на міжнародній арені почав досягати до початку 1980-х років. 1982 року поділив 2-ге місце (позаду Смбата Лпутяна, разом з Томасом Каспером) у Берліні. У 1983 році посів 2-ге місце в Трнаві (позаду Любомира Фтачника) і переміг (разом з Євгеном Свєшніковим) у Сочі.
У наступних роках досягнув низки турнірних успіхів, зокрема, в таких містах як:
- Гавана (1985, турнір B Меморіалу Капабланки, поділив 1-місце разом з Карлосом Гарсією Палермо),
- Баямо (1985, посів 2-ге місце позаду Євгена Пігусова),
- Каппель-ла-Гранд (1987, поділив 1-місце разом з Ентоні Костеном і Джонні Гектором),
- Нью-Делі (1987, поділив 2-ге місце позаду Іштвана Чома, разом з Вішванатаном Анандом),
- Птуй (1989, поділив 2-ге місце позаду Зденко Кожула, разом з Михайлом Красенковим),
- Будапешт (1989, посів 2-ге місце позаду Володимира Маланюка),
- Каппель-ла-Гранд (1991, поділив 1-місце разом з Метью Садлером),
- Єр (1992, посів 1-ше місце),
- Меса (1992, посів 1-ше місце),
- Брюссель (1993, зональний турнір, посів 3-тє місце позаду Паула ван дер Стеррена і Люка ван Велі),
- Лас-Пальмас (1996, поділив 2-ге місце позаду Бориса Гулька, разом з Ентоні Майлсом, Олегом Романишиним і Драганом Барловим),
- Афіни (1997, чемпіонат Європи зі швидких шахів, посів 2-ге місце позаду Ульфа Андерссона).

2010 року здобув у Арко титул чемпіона світу серед ветеранів (гравців старших 60 років), а 2012 року виграв на змаганнях цього циклу срібну медаль. 2013 року в Опатії виграв другий у кар'єрі титул чемпіона світу серед ветеранів, а 2014 року в Катеріні — третій (категорія старше 65 років).
Неодноразово брав участь у фіналі чемпіонату Франції, ставши 1997 року в Нарбонні чемпіоном. У своєму доробку має також дві срібні медалі (1996, 2001) і одну бронзову (1998).
Представляв Францію на командних змаганнях, зокрема: двічі на шахових олімпіадах (1998, 2002) і  на командному чемпіонаті Європи (1997).
Найвищий рейтинг Ело в кар'єрі мав станом на 1 січня 1998 року, досягнувши 2595 очок ділив тоді 79-89-те місце у світовому рейтинг-листі ФІДЕ, одночасно займаючи 3-тє місце (позаду Жоеля Лотьє і Йосипа Дорфмана) серед французьких шахістів.

## Зміни рейтингу
| На цьому місці має відображатися графік чи діаграма, однак з технічних причин його відображення наразі вимкнено. Будь ласка, не видаляйте код, який викликає це повідомлення. Розробники вже працюють для того, щоби відновити штатне функціонування цього графіка або діаграми. | |
| | На цьому місці має відображатися графік чи діаграма, однак з технічних причин його відображення наразі вимкнено. Будь ласка, не видаляйте код, який викликає це повідомлення. Розробники вже працюють для того, щоби відновити штатне функціонування цього графіка або діаграми. |